# Foy (Bastenaken)
Foy is een plaats in de gemeente Bastenaken in de Belgische provincie Luxemburg in het Waals gewest aan de N30 van Bastenaken naar Houffalize. Op 1 januari 2008 telde Foy 192 inwoners.
Er staat een kapel uit 1958, de Chapelle Saint Barbe genaamd. Voorts loopt er een weg die voor de eerste maal door de Romeinen werd aangelegd.
In de nabijheid, in Recogne, is er een kerkhof waar 6804 Duitse soldaten uit de Tweede Wereldoorlog begraven liggen. In Foy is ook het Mémorial Américain te vinden, dat ingehuldigd werd in september 2004.
Aflevering 7 van de mini-serie Band of Brothers speelt zich grotendeels af in Foy. In het spel Hell Let Loose van spelontwikkelaar Team17 is een map gewijd aan Foy.

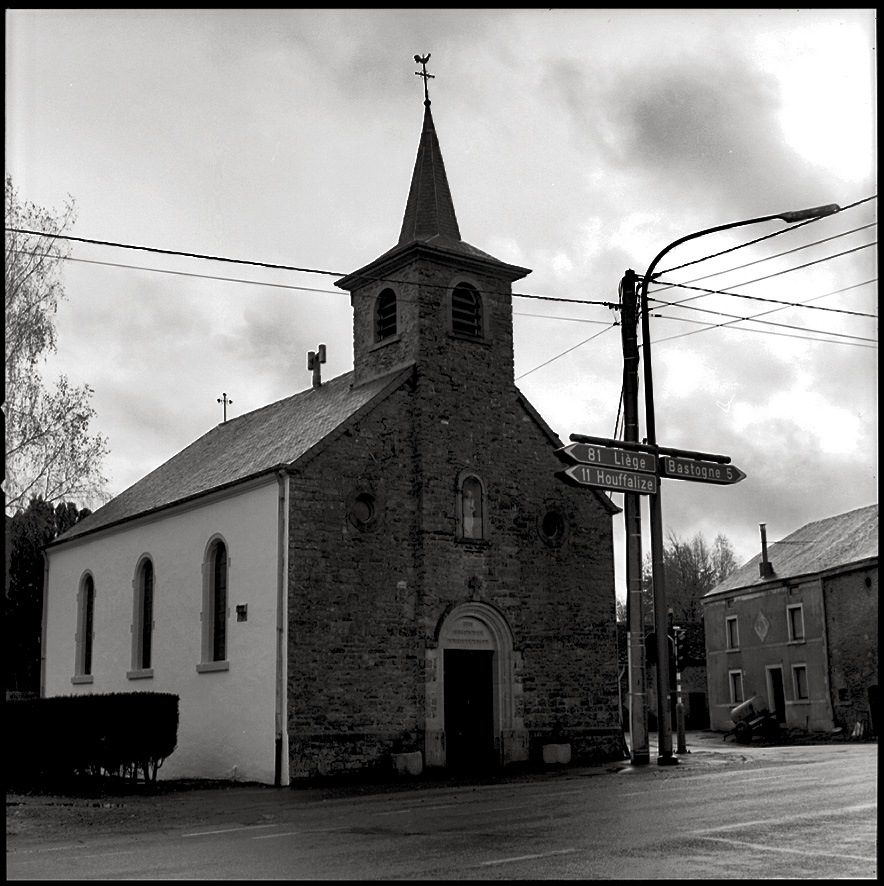
Kerk van Foy
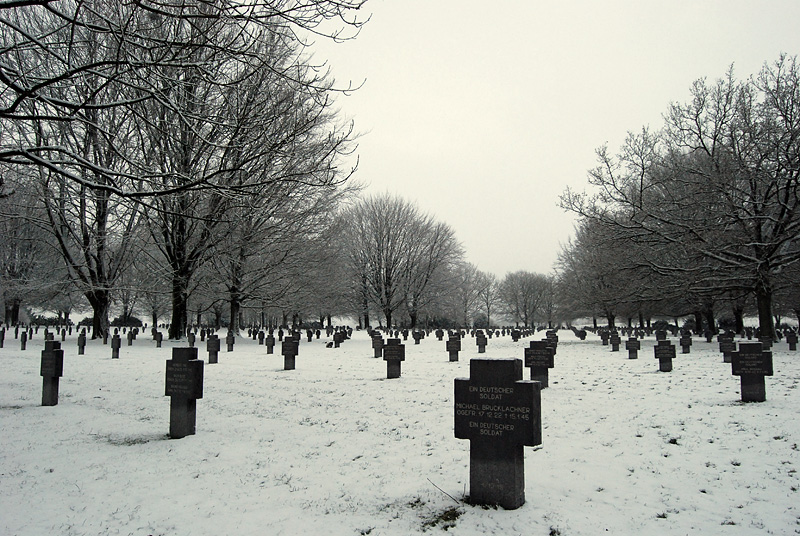
Duits kerkhof
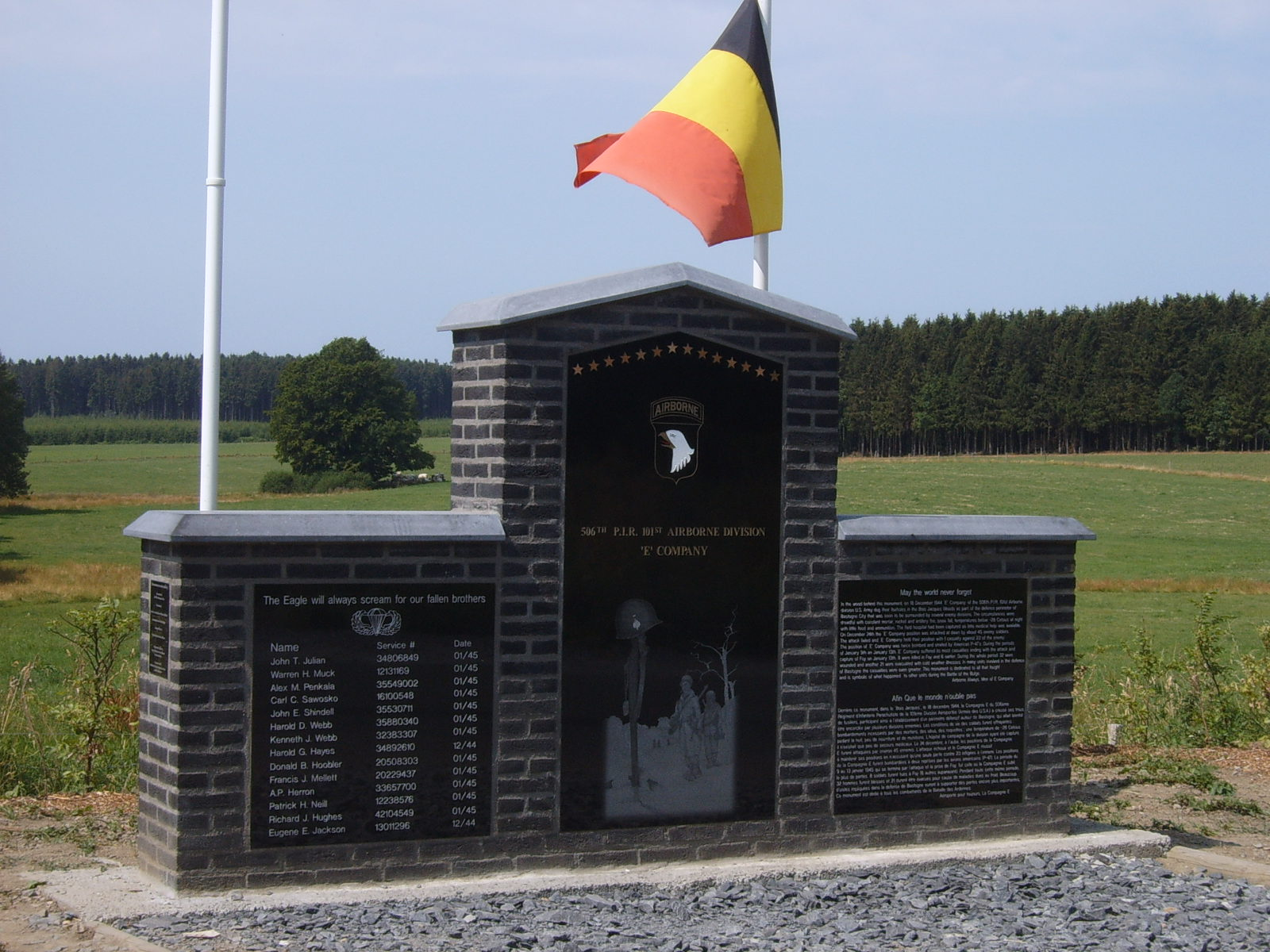
Monument 101e Airborne divisie
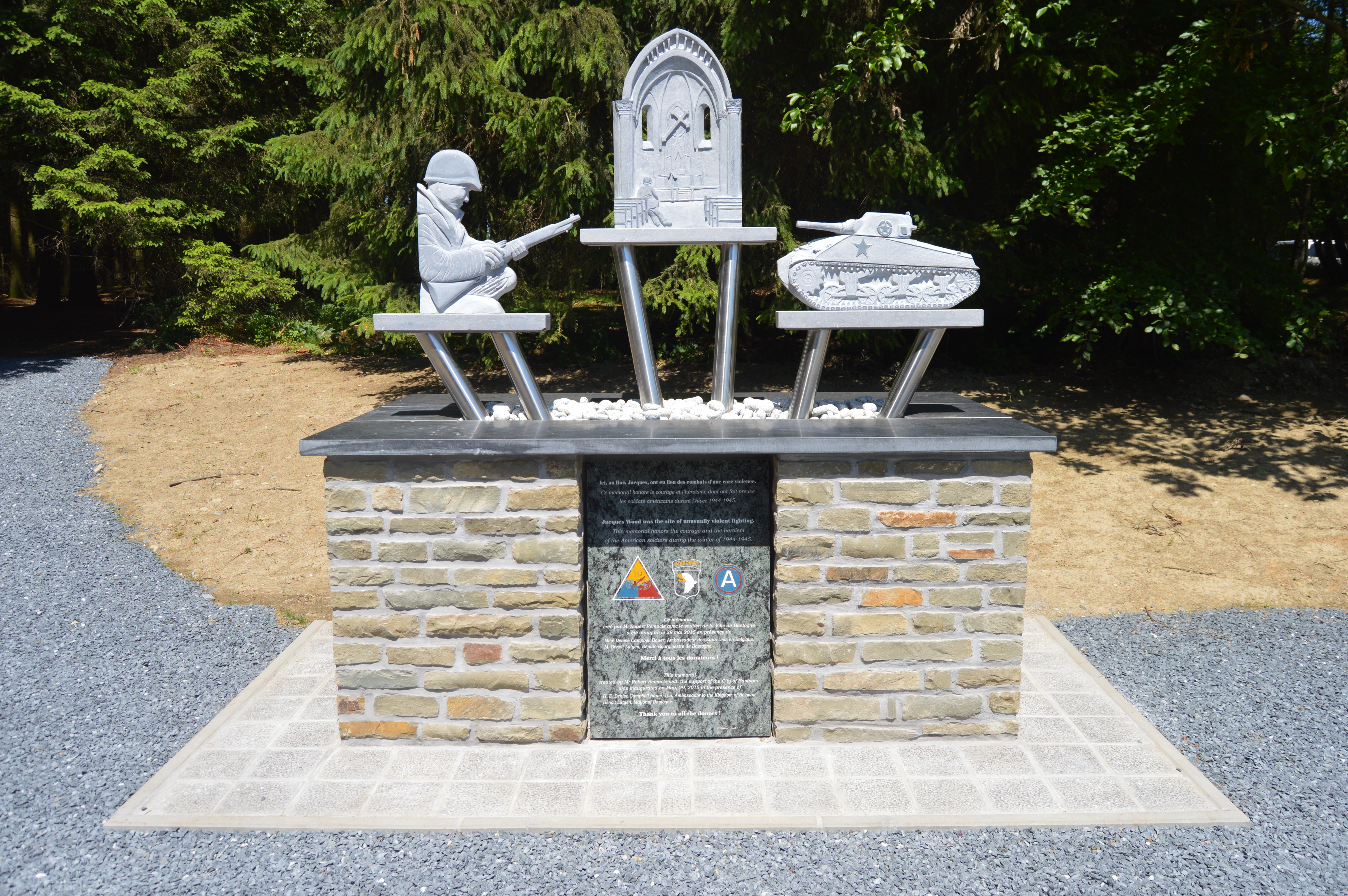
Gedenkteken Bois Jacques
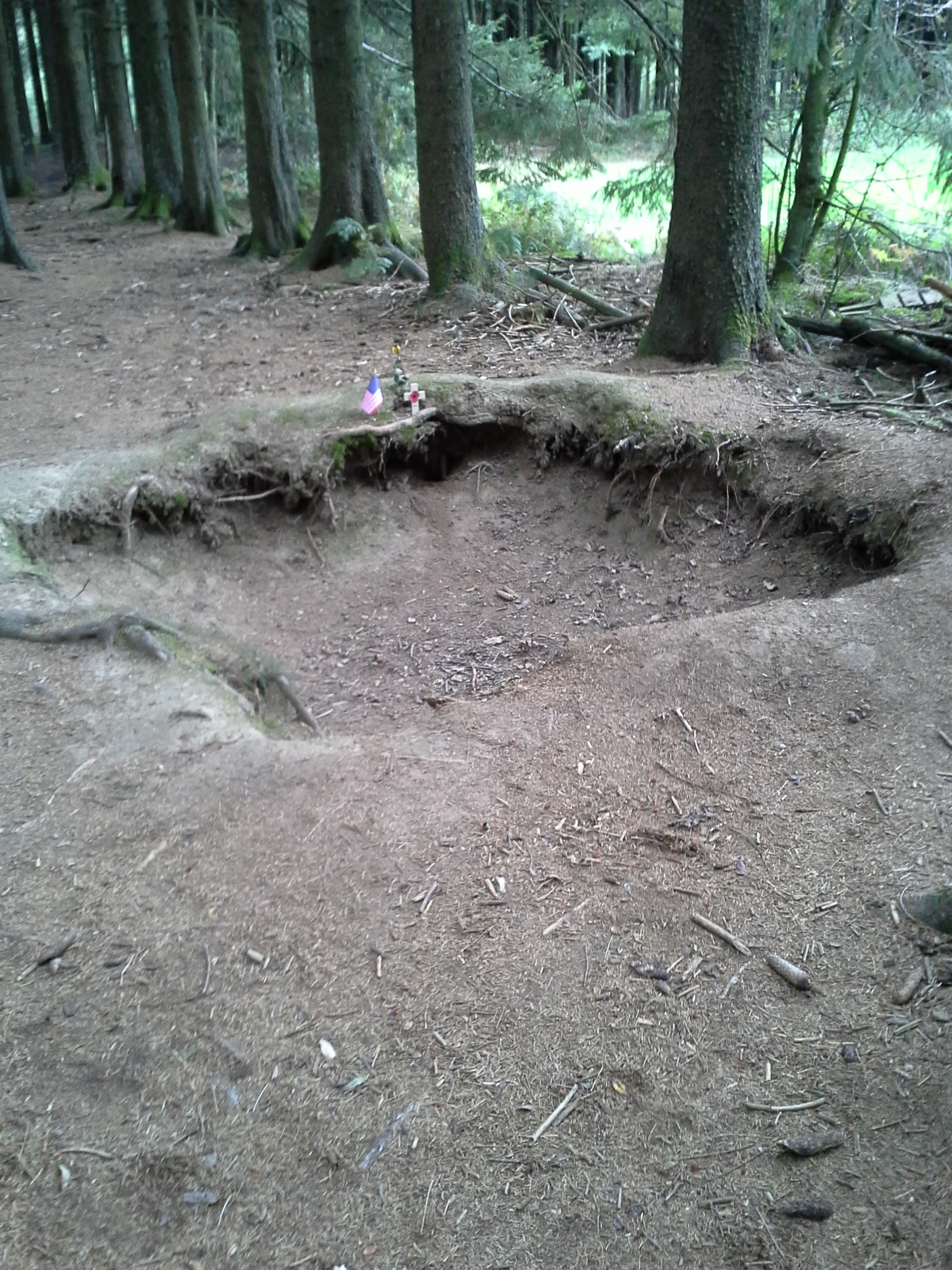
Foxholes Bois Jacques

Deelgemeenten: Bastenaken · Bertogne ·Flamierge ·Longchamps · Longvilly · Noville · Villers-la-Bonne-Eau · Wardin

Overige dorpen: Al-Hez · Arloncourt · Benonchamps · Berhain · Bethomont · Bizory · Bourcy · Bras · Champs · Cobru · Compogne · Fagnoux · Fays · Flamisoul · Foy · Frenet · Gives · Givroulle · Givry · Hardigny · Harzy · Hemroulle · Horritine · Isle-la-Hesse · Isle-le-Pré · Livarchamps · Losange · Lutrebois · Lutremange · Luzery · Mande-Saint-Étienne · Mageret · Marenwez · Marvie · Michamps · Moinet · Monaville · Mont · Neffe · Oubourcy · Rachamps · Recogne · Remoifosse · Rolley · Rouette · Roumont · Salle · Savy · Senonchamps · Troismont · Tronle · Vaux · Wicourt · Wigny · Withimont

Belgische gemeenten · Arrondissement Aarlen · Luxemburg · Wallonië